# Parsons (Kansas)
Pour les articles homonymes, voir Parsons.
Parsons est une ville du comté de Labette au Kansas fondée en 1870 par Levi Parsons.
La population était de 10 500 habitants en 2010.